# Mihăileni (Șimonești), Harghita
Mihăileni (în trecut Sânmihaiu Secuiesc, în maghiară Székelyszentmihály) este un sat în comuna Șimonești din județul Harghita, Transilvania, România.

## Lăcașuri de cult

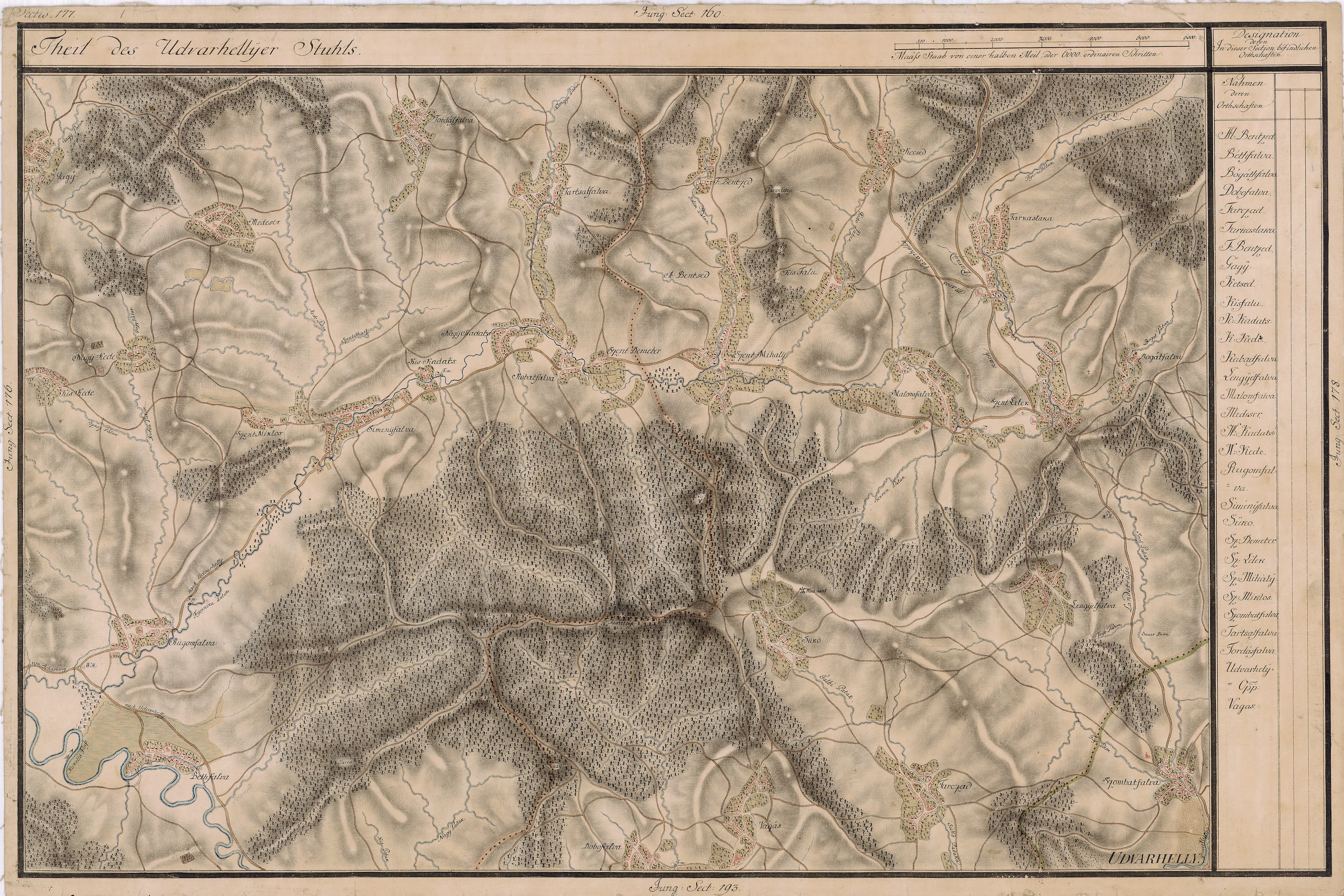
Mihăileni în Harta Iosefină a Transilvaniei, 1769-73

- Biserica Unitariană a fost construită în stil clasicist între 1841 și 1850, folosind materiale de la biserica medievală.

## Vezi și
- Biserica unitariană din Mihăileni

## Imagini

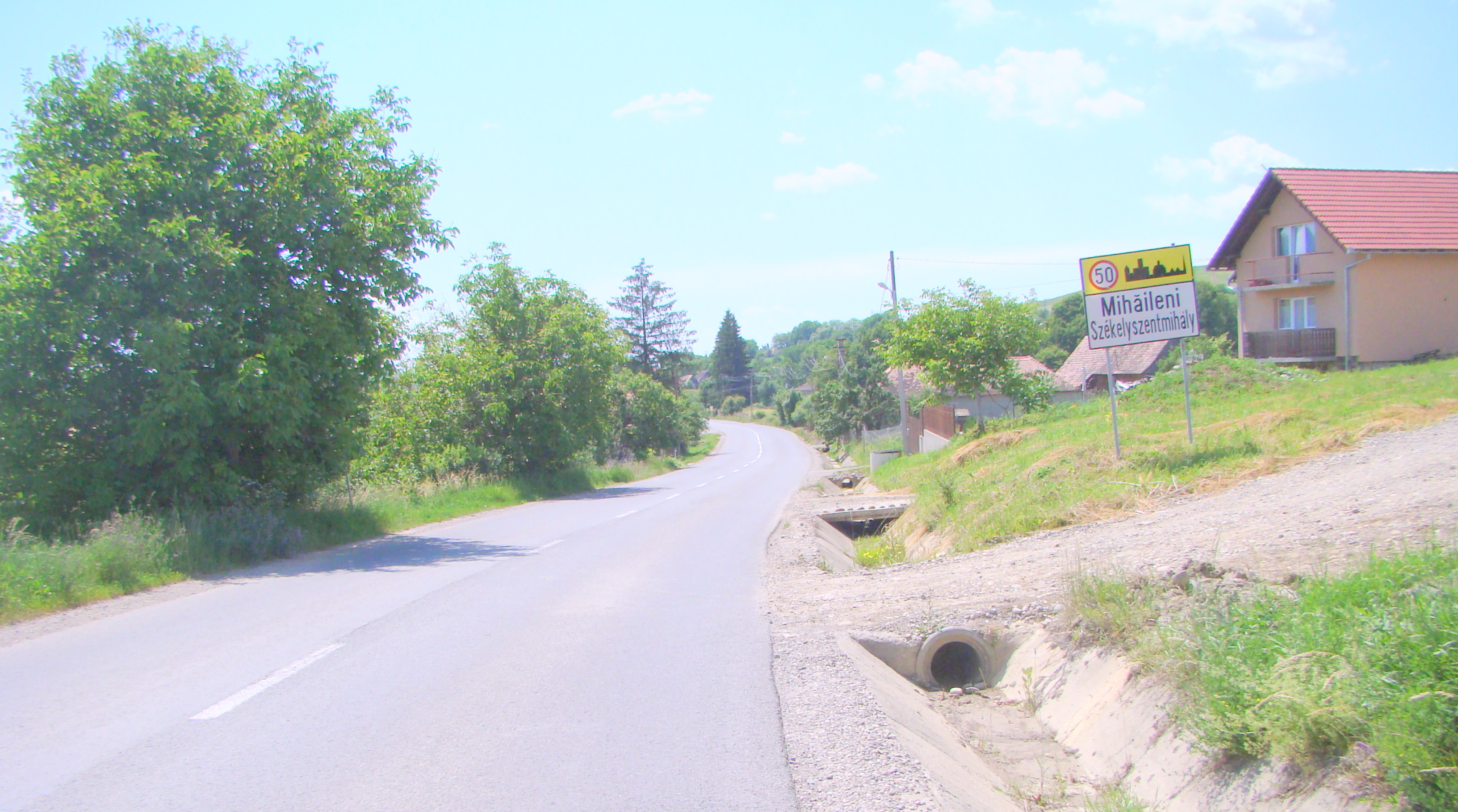
Intrarea în localitate
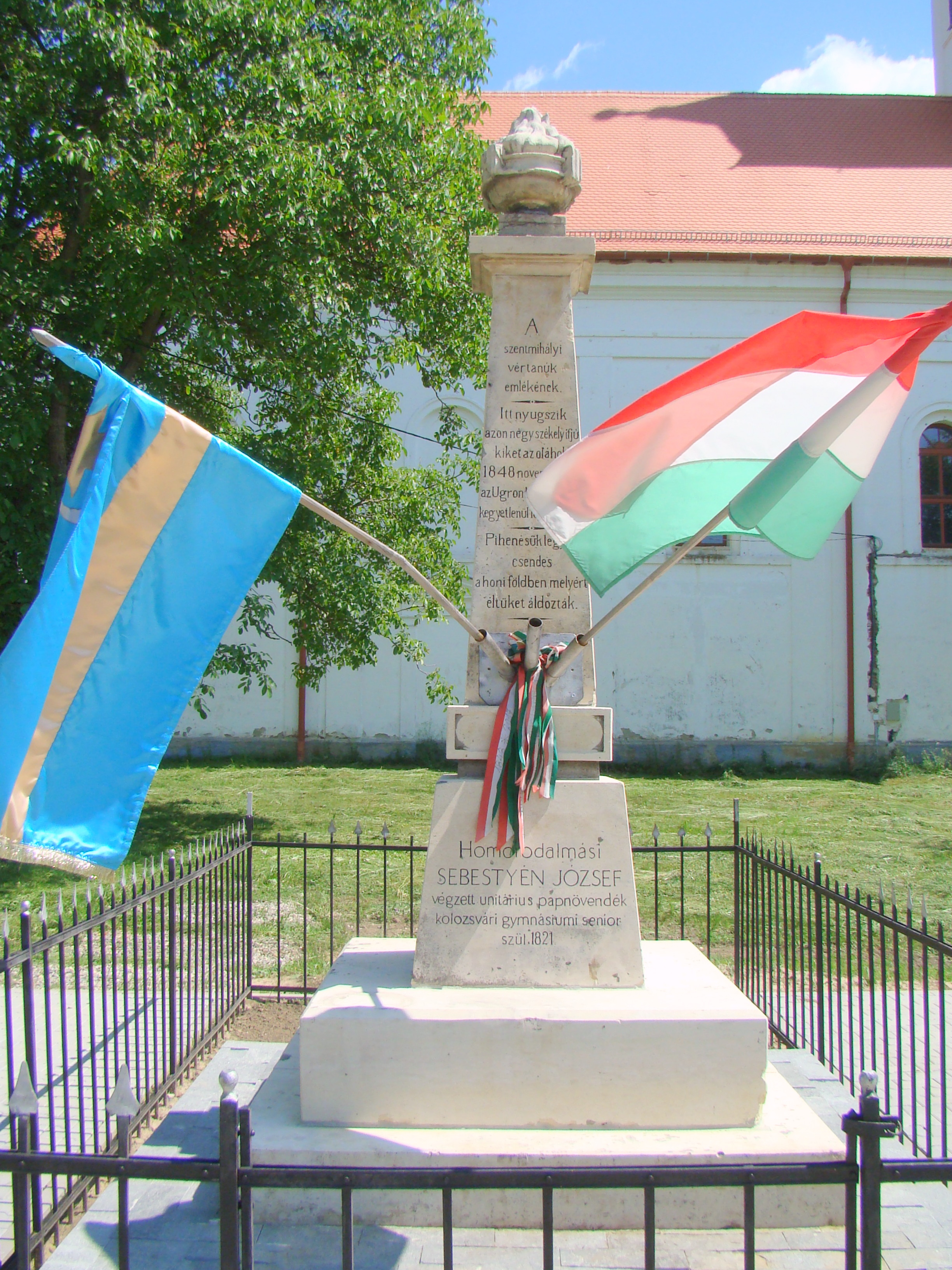
Monumentul ridicat în memoria martirilor din 1848
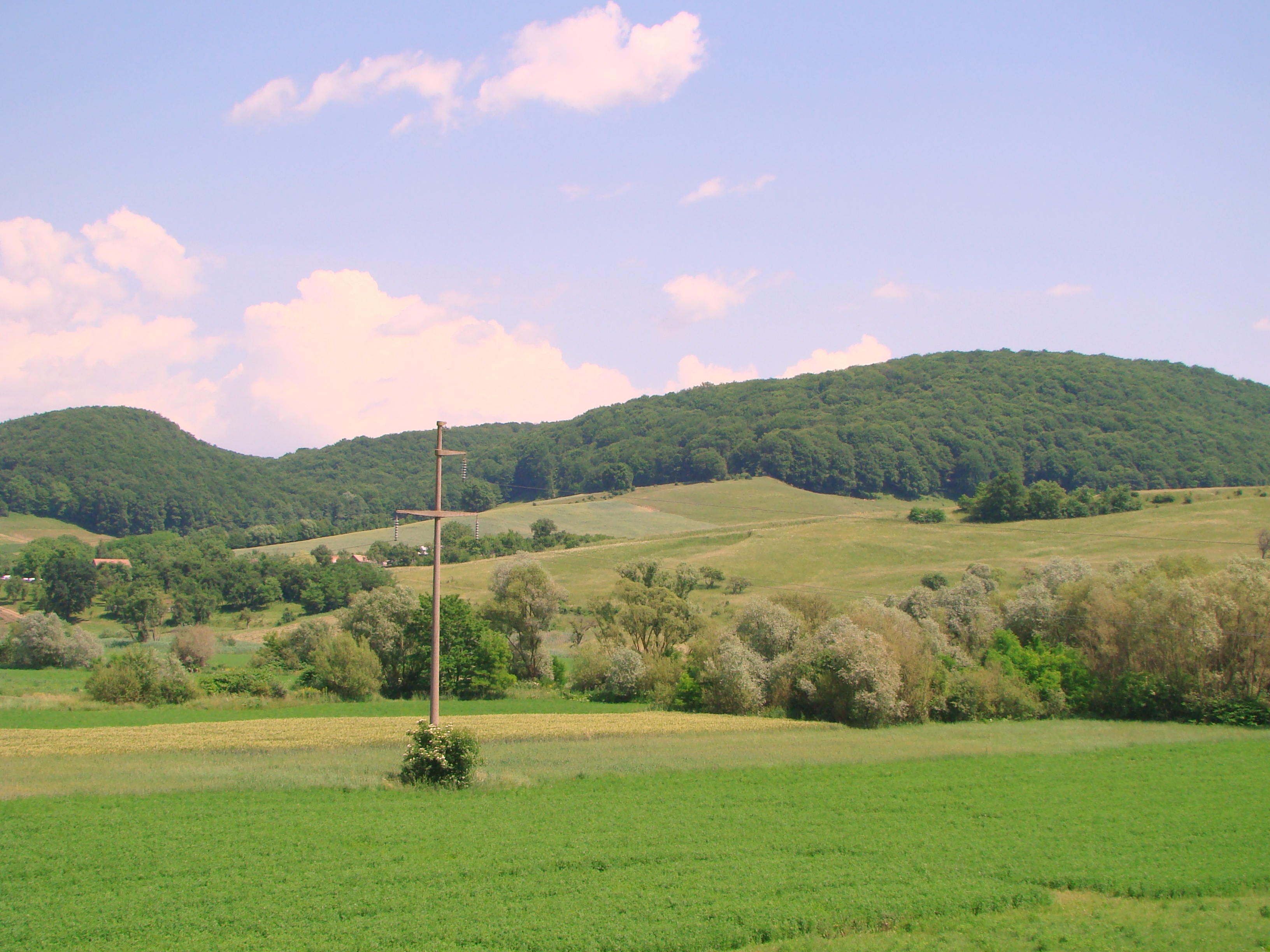
Împrejurimi
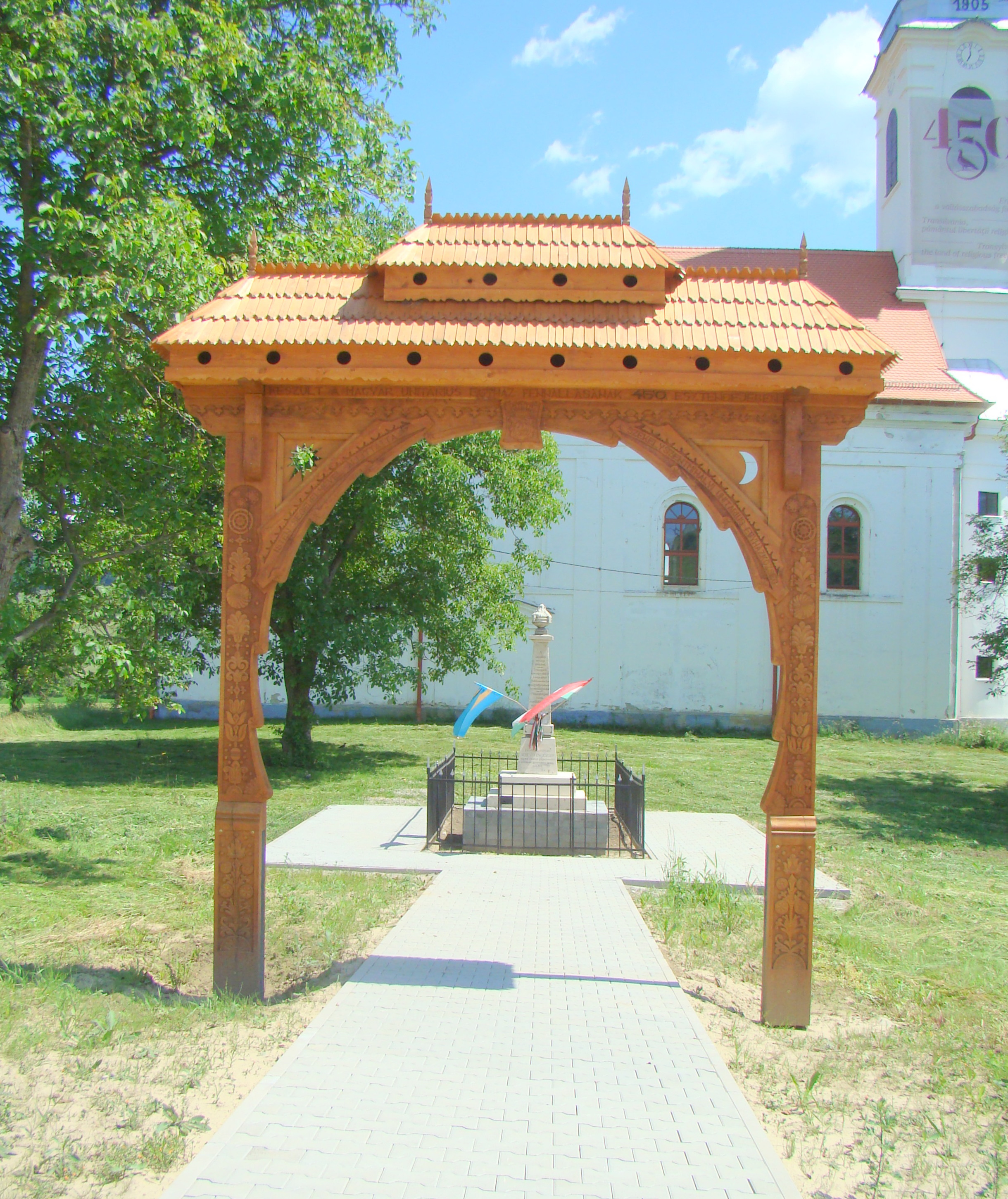
Poarta de lemn a bisericii unitariene

 Acest articol despre o localitate din județul Harghita este deocamdată un ciot. Puteți ajuta Wikipedia prin completarea lui.